# Eustace (Teksas)
Eustace je grad u američkoj saveznoj državi Teksas. Prema popisu stanovništva iz 2010. u njemu je živjelo 991 stanovnika.